# Lembit Oll
Lembit Oll (Kohtla-Järve, 23 d'abril de 1966 – Tallinn, 17 de maig de 1999) fou un jugador d'escacs estonià, que ostentà el títol de Gran Mestre des de 1992.

## Biografia i resultats destacats en competició
Oll començà a destacar en edat júnior, i va ser Campió d'Estònia el 1982, campió júnior de la Unió Soviètica el 1984, i Campió del Bàltic el 1987. Va guanyar també diversos campionats europeus i mundials per edats. La FIDE li va atorgar el títol de Mestre Internacional el 1983 i el de GM el 1992. A partir d'aquell moment, va jugar regularment representant Estònia en les Olimpíades d'escacs i els Campionats d'Europa per equips. El 1998 va assolir la seva posició més alta a la Llista d'Elo de la FIDE, amb 2655 punts Elo. Va jugar el seu darrer torneig el 1999 a Nova Gorica, on hi acabà segon ex aequo amb diversos jugadors, rere el campió Zdenko Kožul.
Oll, que estava casat, va patir una severa depressió quan es va divorciar. No va poder superar-ho, i va acabar saltant per una finestra de casa seva, en un cinquè pis, i no va sobreviure. A despit dels seus problemes personals, encara era el 42è jugador mundial en aquell moment. Fou enterrat a Tallinn, on la seva tomba no és lluny d'un altre important jugador estonià, Paul Keres.

## Victòries destacades
- 1989: Espoo, Tallinn (Torneig Zonal), Hèlsinki.
- 1990: Terrassa.
- 1991: Sydney, Hèlsinki.
- 1992: Sevilla.
- 1993: Vílnius, La Haia, Anvers.
- 1994: Obert de Nova York (1r ex aequo amb Jaan Ehlvest).
- 1995: Hèlsinki, Riga (Torneig Zonal).
- 1996: Sant Petersburg.
- 1997: Køge, Szeged (1r ex aequo), Hoogeveen (1r ex aequo).

### Participació en olimpíades d'escacs
Oll va participar, representant Estònia, en quatre Olimpíades d'escacs.
- El 1992, al segon tauler a la 30a Olimpíada a Manila (+7 –1 =6);
- El 1994, al primer tauler a la 31a Olimpíada a Moscou (+3 –2 =8);
- El 1996, al segon tauler a la 32a Olimpíada a Erevan (+2 –1 =9);
- El 1998, al primer tauler a la 33a Olimpíada a Elistà (+1 –0 =7).[4]